# Luchthaven Kiev Boryspil

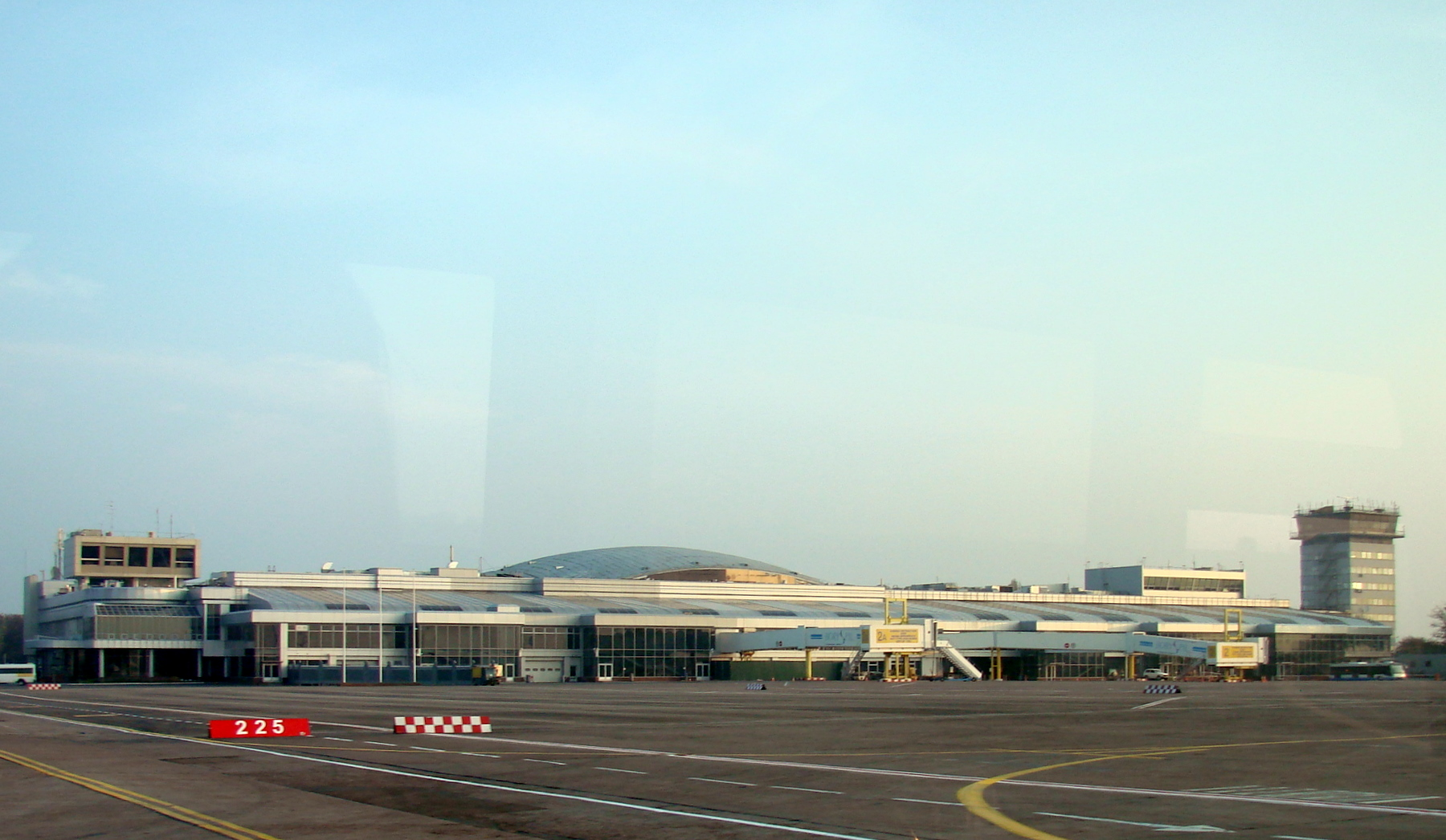
Terminal B

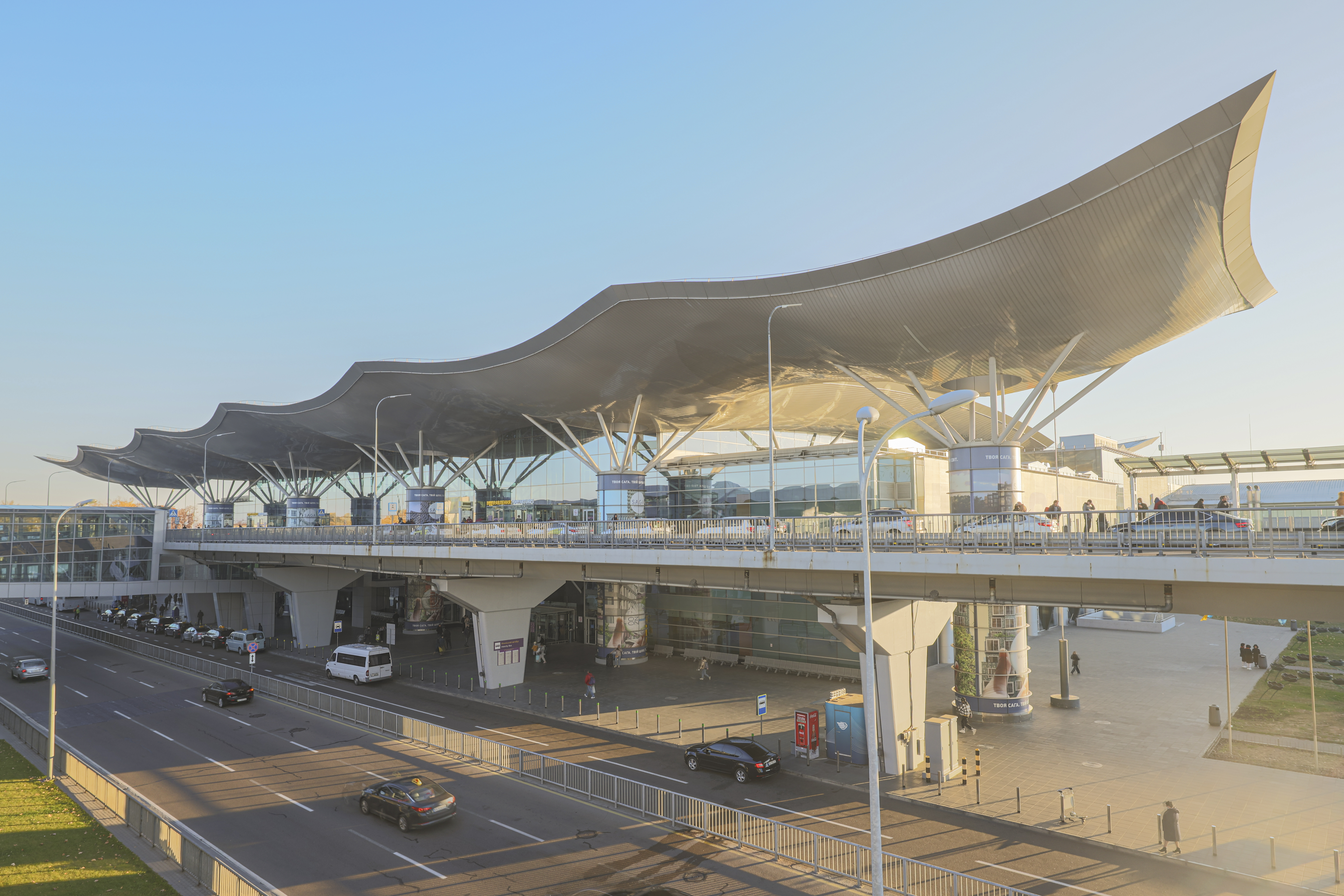
Terminal D

Luchthaven Kiev Boryspil (Oekraïens: Міжнародний аеропорт "Бориспіль") is een internationale luchthaven 6 km ten westen van Boryspil en 29 km ten oosten van Kiev, Oekraïne. Het is de grootste internationale luchthaven van Kiev. Er zijn vier terminals: B, D en F en een voor VIP passagiers.
Behalve Kiev Boryspil zijn er nog twee andere luchthavens in Kiev: Zjoeljany in het zuiden van de stad met vooral binnenlandse vluchten en Hostomel, een vrachtvliegveld, in het noordwesten van de stad Kiev.

## Geschiedenis
In 1959 werd Boryspil geopend als militaire luchthaven. Vanaf de jaren 80 begonnen er ook voorzichtig internationale vluchten plaats te vinden. Na de onafhankelijkheid van Oekraïne werd de luchthaven in 1993 aangewezen tot de belangrijkste luchthaven van het land. Begin 2000 werd de luchthaven een hub, waardoor er ook kon worden overgestapt op de luchthaven.
In 2001 werd een nieuwe start en landingsbaan voltooid en verwerkte de luchthaven 1,5 miljoen passagiers. Met 6,7 miljoen passagiers en 96.997 vluchten in 2008 was Kiev Boryspil een van de grootste luchthavens in Oost-Europa geworden en verwerkte het ruim 60% van alle vluchten in Oekraïne.
In 2012 werd de nieuwe Terminal D geopend, de grootste in het land. Met de eerder geopende Terminal F is de capaciteit van de luchthaven verhoogd naar 15 miljoen passagiers per jaar. Terminal D vergde een investering van US$ 600 miljoen.
In 2019, het laatste jaar voor de coronapandemie, maakten er iets meer dan 15 miljoen passagiers gebruik van de luchthaven. In 2020 was er een forse daling van het vliegverkeer, maar ik 2021 trad herstel op. In 2021 waren er 9,4 miljoen passagiers en werd er 45.675 ton vracht verwerkt. In het jaar waren er 64.507 internationale vluchten en 11.347 binnenlandse vluchten.